# Казанско-Богородицкая церковь (Никольское-на-Черемшане)
Казанско-Богородицкая церковь — утраченная православная церковь в селе Никольское-на-Черемшане Ульяновской области, затоплена Куйбышевским водохранилищем.

## История

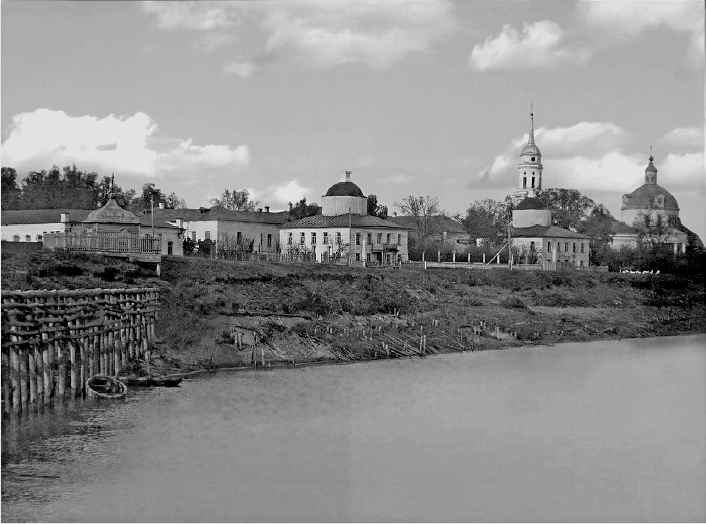
Село Никольское-на-Черемшане (фото 1900).

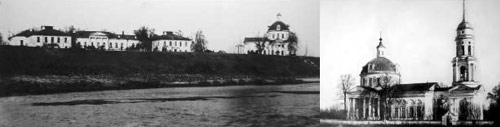
Усадьба Никольское-на-Черемшане (затоплена при создании водохранилища).

Село основано в 1706 году сподвижником Петра I А. Д. Меншиковым. Первый деревянный храм в селе возвели предположительно в первой половине XVIII в. В клировой ведомости 1907 года указывалось, что стоявшая на берегу Черемшана деревянная часовня располагалась на месте бывшей Никольской церкви.
По сведениям 1848 года, каменный храм в Никольском-на-Черемшане построили в 1791 году по инициативе его владельца — бригадира Николая Алексеевича Дурасова. В церковной ведомости 1907 г. уточняется, что храм в 1791 года начали строить, а закончили в 1794 году. Освящение престолов провёл протоиерей г. Ставрополь Иаков Кандалинцев. В храме находилось два престола — холодный во имя Казанской Божией Матери и тёплый — во имя Святителя Николая. Возможно, автор проекта — Иван Еготов, известный архитектор, ученик В. И. Баженова и М. Ф. Казакова, долгое время сотрудничавший с Дурасовым.
В начале XX века храм вмещал до 800 человек. Он был обнесён каменной оградой с деревянной решёткой, пришедшей к этому времени в ветхость, а вся огороженная территория составляла площадь в 336 квадратных саженей (0,15 га). Рядом стояла деревянная сторожка. Кладбище, окопанное канавой, находилось вне села.

## Советское время
27 февраля 1928 г. уполномоченным губотдела ОГПУ по Мелекесскому уезду было начато и 8 мая этого же года закончено дело № П-3555 «Об утаивании излишков хлеба священником с. Никольское Мелекесского уезда Ксенофонтовым И. К.». Дело обстояло так. В начале 1928 г. сельсовет обязал совет Казанско-Богородицкой церкви выплатить огромный налог. Цель очевидна: власти рассчитывали, что налог уплатить не удастся, и это станет основанием для закрытия храма. Но прихожане решили всем миром возместить его. В итоге необходимое количество зерна — около 170 пудов или 2,8 тонны — было собрано и засыпано в амбар отца Иоанна. Но сельсовет принял решение изъять этот хлеб не в счёт налога, а как личные излишки. Священник отказался открыть амбар и при этом, как свидетельствуют материалы дела, ругал представителей власти. Многочисленные верующие Никольского всегда поддерживали И. Ксенофонтова, служившего здесь с 1926 года. Так, несмотря на категорическое нежелание председателя сельсовета выделить батюшке участок, общее собрание сельчан вынудило его сделать это, но в итоге за несдачу «излишков» хлеба государству, сопротивление властям и организацию массового волнения граждан священника выслали в Сибирь сроком на три года. В 1992 году он был реабилитирован Ульяновской областной прокуратурой.
По информации С. Б. Семёнычева, церковь закрыли в 1933 году, а в самом здании разместили склад Потребсоюза. Колокола сняли и разобрали звонницу. Часть церковной утвари передали в любительский театральный кружок, некоторые иконы разобрало население, а их большую часть вместе с богослужебными книгами сожгли. Однако этим сведениям противоречат архивные материалы. Дело в том, что, согласно документам, 13 октября 1936 г. на заседании президиума Никольского сельсовета рассматривался вопрос о закрытии церкви. 1210 рабочих и служащих из 1518 избирателей, или почти 80%, выразили желание закрыть храм и использовать его под культурные учреждения. Естественно, эта просьба трудящихся была удовлетворена. За восемь лет, что прошли между описываемыми событиями, властям удалось переломить ситуацию в свою пользу.
Окончательный разгром местной общины довершило дело № П-2176 «По обвинению в контрреволюционной деятельности врагов советской власти бывших церковников и кулаков Николочеремшанского района» начатое 22 декабря Николочеремшанским райотделом НКВД и завершённое 27 декабря 1937 г. По делу приговорили к расстрелу шестерых священников и верующих, а к заключению сроком на 10 лет приговорили трёх человек, в том числе уроженку Никольского Варвару Ивановну Малафееву. Все осуждённые реабилитированы в 1993 году Ульяновской областной прокуратурой.
Источников, рассказывающих об уничтожении Казанско-Богородицкого храма во время подготовки зоны затопления Куйбышевской ГЭС, не осталось.  В документах областного отдела переселения за 1955 год есть единственное упоминание о каменной церкви Никольского объёмом 3760 куб. м. По сведениям старожилов, рядом с развалинами колхозной мельницы, которые сейчас почти на берегу водохранилища, из церковного кирпича нестандартной формы в конце 1950-х гг. была построена водонапорная башня, но до нашего времени она не сохранилась.

## Святыни
У некоторых никольцев сохранились отдельные богослужебные предметы из старинного храма:
- Икона, изображённая на ткани, двусторонняя, на одной стороне — Троица, на другой — Воскресение Христово (конец XVIII в.), единственная оставшаяся в селе старая икона;
- Толкование Евангелия (книга XIX в., отметки 1913 и 1924 гг.);
- Книга «Наставление и слово Ефрема Сирина» (конец XVIII — начало XIX вв.), типографская печать.
- В церкви имелись: Евангелие, напрестольный крест и потир, подаренные ещё Н. А. Дурасовым.
- В фондах Димитровградского краеведческого музея хранится чудом уцелевшая чугунная плита размером 66,5 х 32 см (удовлетворительное состояние, разлом до половины плиты, ржавчина) с текстом-чеканкой: «Сооружена сия часовня крестьянами Черемшанской волости в память 300-летия царствования Романовых в мае месяце 1913 года». Исходя из этого, получается, что в селе до начала XX в. была старинная деревянная часовня, а с 1913 года построена новая.

## Архитектура
Церковь каменная. Выполнена в стиле «классицизм». Основной объём здания продолжается трапезной. Колокольня трёхъярусная, отдельно стоящая. Соединена с трапезной переходом на уровне второго яруса. С восточной стороны пристроена округлая апсида алтаря.
Основное здание храма — четверик, перекрыт купольным сводом на световом барабане, увенчанным сферическим куполом. Завершение храма —  восьмигранный барабан с главкой, форма которой подобна евхаристической чашей и крестом.
С трёх сторон к храму пристроены два прямоугольных притвора с четырёхколонными дорическими портиками. Основание колокольни — четверик, обрамленный фронтонами, опирающимися на пилястры. Второй ярус — восьмерик — является ярусом звона. Украшен пилястрами. Третий ярус — круглый барабан, со световыми проёмами, завершающийся восьмериком, увенчанным куполом. Оконные проёмы — прямоугольные, обрамлённые наличниками.

## Духовенство
- Священник Иоанн Яковлев (с 1805 г.)[3];
- Диакон Иннокентий Петрович Любимов (с 1840 г.)[3];
- Священник Илларион Топорнин (на 1853);
- Священник Александр Александрович Архангельский (с 1898 г.)[3];
- Псаломщиком с 1904 г. был Фёдор Васильевич Ласточкин[3];
- Священник Иван Кузьмич Ксенофонтов (с 1926 г.)[3][4];

## Память
В августе 2014 г. в ходе второй подводной экспедиции было проведено обследование акватории Куйбышевского водохранилища на месте затопленного села, в результате которого были обнаружены остатки предположительно фундамента Казанско-Богородицкой церкви.